# Франциска (сокира)

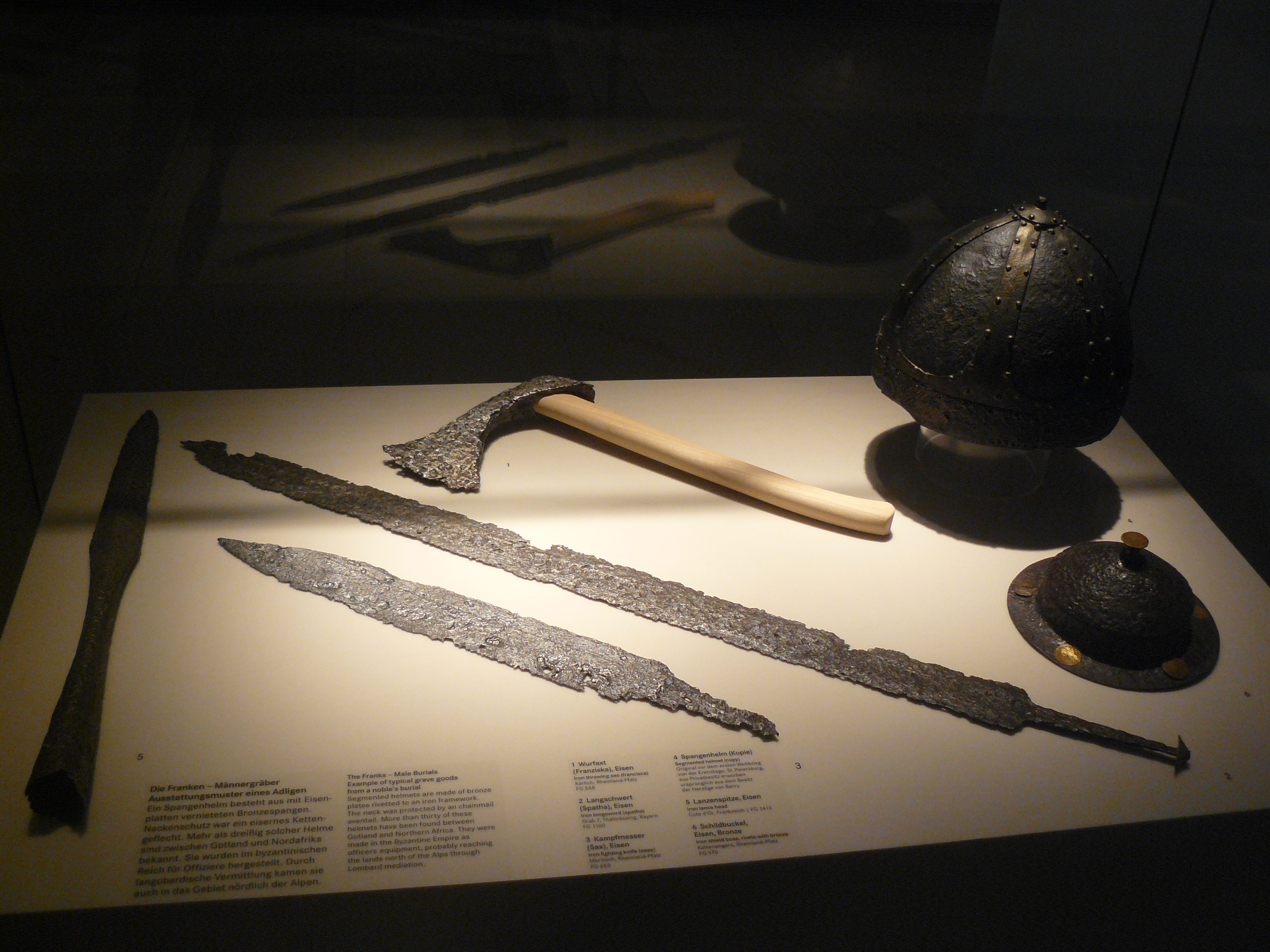
Типова зброя франкського воїна V-VI століття.

Франциска — бойова сокира франків та інших германських племен.
З довгим руків'ям була призначена для рубки, з коротким — для метання. Сокира-франциска для метання була коротша довжини руки. Франциска для рубання насаджувалася на метрової довжини топорище, оскільки передбачали рубку як однією, так і двома руками.
Найпоширеніша зброя у меровінгських франків у V-VI століттях. Останні знахідки цього виду зброї при розкопках відносяться до VII сторіччя.

## Застосування
Франциска, на відміну від інших видів зброї, була характерною зброєю для всіх франкських племен.
Візантійський історик Прокопій Кесарійський так описує використання франками бойових сокир:
Про використання франками метальних сокир згадує і галло-римський єпископ V століття Сідоній Аполлінарій: